# Coccophagus crenatus
Coccophagus crenatus är en stekelart som beskrevs av Huang 1980. Coccophagus crenatus ingår i släktet Coccophagus och familjen växtlussteklar. Inga underarter finns listade i Catalogue of Life.